# Charles Stross
Charles David George "Charlie" Stross, född 18 oktober 1964 i Leeds, West Yorkshire, är en produktiv brittisk författare bosatt i Edinburgh i Skottland. Hans arbeten sträcker sig från science fiction och skräcklitteratur till fantasy.
Stross anses ibland vara del i en ny generation brittiska science fiction-författare, som specialiserat sig på hård science fiction och rymdopera. Bland hans samtida noteras Alastair Reynolds, Ken MacLeod och Liz Williams. Bland klara inspiratörer inom cyberpunk-författare finns Vernor Vinge, Neal Stephenson, William Gibson och Bruce Sterling.
Mellan 2004 och 2009 nominerades olika romaner av honom för Hugopriset varje år, dock utan att vinna. Det gjorde däremot hans kortroman The Concrete Jungle i sin kategori, ”novella”, 2005.

## Biografi
Under 1970- och 1980-talet publicerade Stross några bordsrollspelsartiklar för Advanced Dungeons & Dragons i White Dwarf-magasinet. Några av hans figurer som Dödsknekten och githyanki (lån från George R. R. Martins bok, Dying of the Light), githzerai och slaad (en kaotisk ras känd för sitt rigida kastsystem) publicerades senare i monsterkompendiet Fiend Folio.
Under tiden skaffade han sig farmaceutisk utbildning till apotekare vid universitetet i London. Efter att två gånger fått sin affär utsatt för väpnat rån, insåg han att det inte var rätt bana. Han återvände till universitetet, denna gång i Bradford, och skaffade sig en masterexamen i datavetenskap. Han tillbringade en tid på olika teknikinriktade jobb runt London, initialt med tekniska publikationer och senare med UNIX. Därefter begav han sig till Edinburgh i Skottland, som programmeringskonsult vid Datacash. 2000 accepterade Stross ett fördelaktigt jobberbjudande, lagom för att se det försvinna, när den första IT-bubblan sprack.
Han lyckades dock förvandla ett extraknäck som månatlig Linux-krönikör för tidskriften Computer Shopper till en givande heltidskarriär som frilansande journalist inriktad på Linux och fri mjukvara. Efter femton år som skribent blev hans berättande en strålande succé och han fann sig göra bättre förtjänster som romanförfattare än någonsin som programmerare. Nu skriver han fiction på heltid, har publicerat ett 16-tal romaner, vunnit ett Hugopris och varit nominerad ett dussin gånger. Hans böcker är översatta till ett dussin språk och några finns tillgängliga som e-böcker.
Han bor kvar i Edinburgh, med hustrun Feorag och ett par katter.

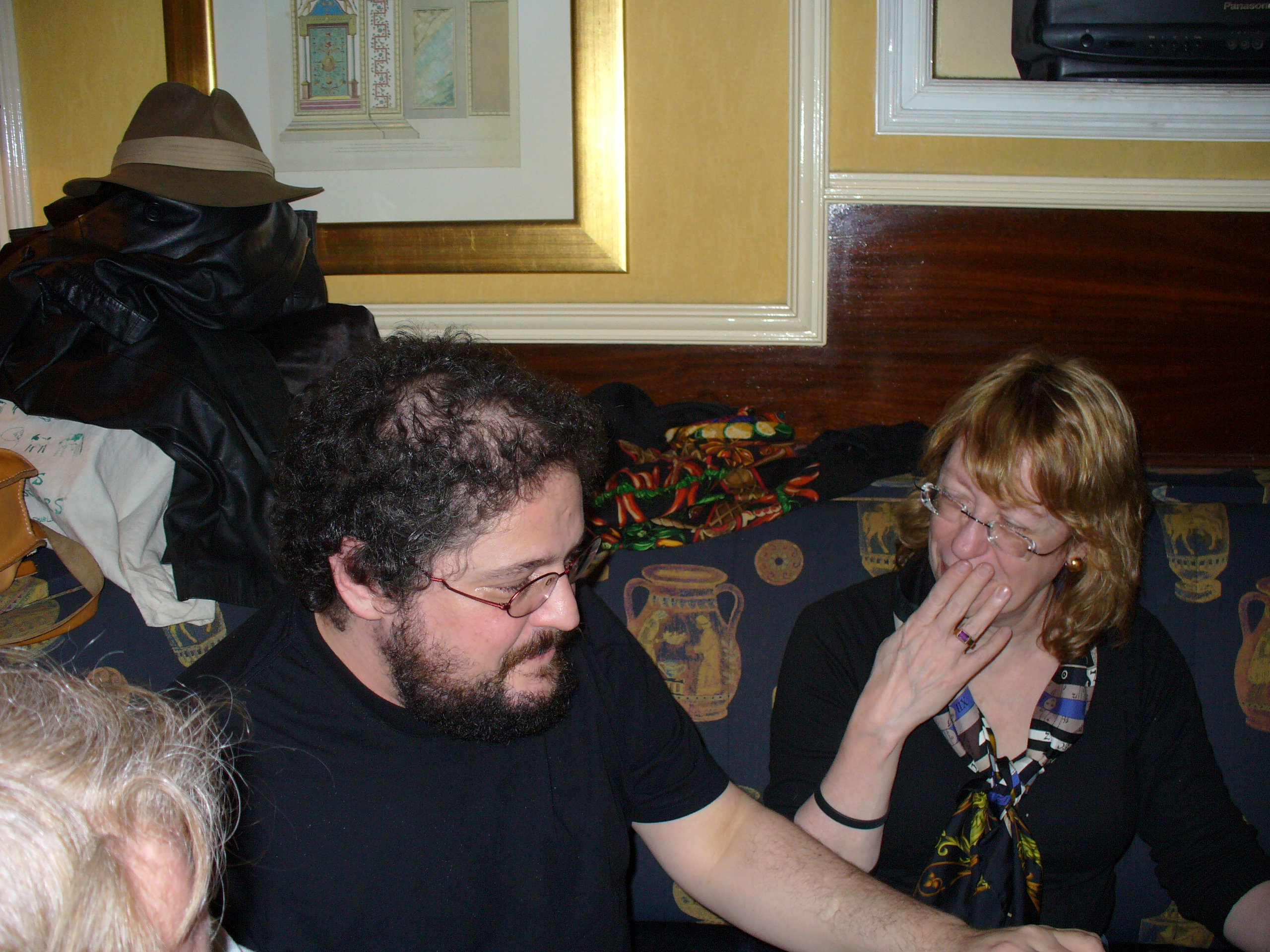
Stross och Diane Duane i Dublin

## Författargärning
Stross första publicerade novell, "The Boys", dök upp i Interzone 1987. Hans första roman, Singularity Sky publicerades av Ace Books 2003 och nominerades för Hugopriset. Novellsamlingen Toast: And Other Rusted Futures kom 2002. Påföljande noveller har nominerats för Hugopriset, Nebulapriset och andra utmärkelser. Romanen The Concrete Jungle vann Hugopriset i kategorin bästa kortroman 2005. Hans roman Accelerando tog hem Locuspriset för bästa science fiction-roman 2006, var finalist till John W. Campbell Memorial Award för årets bästa science fiction-roman och var med i sista dragningen för Hugopriset i kategorin bästa roman. Glasshouse vann Prometheuspriset 2007 och var nominerad för Hugopriset som bästa roman. Missile Gap tog hem 2007 års Locuspris för bästa kortroman. Stross tilldelades nyligen Edward E. Smith Memorial Award (Skylark) vid Boskone 2008. Även 2009 har han en roman, Saturn's Children, nominerad till Hugopriset i kategorin bästa roman.
Rogue Farm, en animerad film baserad på Stross novell med samma titel från 2003, blev klar i augusti 2004.
Stross var en av hedersgästerna vid Orbital 2008, den brittiska National Science Fiction convention (Eastercon) i mars 2008. Han var tillika författarhedersgäst vid Maryland Regional Science Fiction Convention (Balticon) i maj 2009.

### Non-fiction
- The Web Architect's Handbook (1996), ISBN 0-201-87735-X

### Fristående verk
- Scratch Monkey, opublicerad (1993)
- Toast: And Other Rusted Futures (2002), ISBN 1-58715-413-7 (novellsamling)
- Accelerando (2005), ISBN 0-441-01284-1, (Accelerando tillgänglig online)
- Glasshouse (2006), ISBN 0-441-01403-8 (utspelas i samma universum som Accelerando; Hugopriset 2007 finalist för bästa roman)
- Missile Gap, (2007), ISBN 1-59606-058-1 (kortroman också tillgänglig online)
- Saturn's Children (2008)

### Halting State-serien
- Halting State (2007, ISBN 978-0-441-01498-9)

nominerad till Hugopriset 2008 bästa roman 
nominerad till Locuspriset 2008 bästa roman 
- Rule 34 (2011)

### Eschaton-serien
Denna serie är en rymdopera som utspelar sig efter singulariteten.
- Singularity Sky' (2003), ISBN 0-441-01072-5
- Iron Sunrise (2004), ISBN 1-84149-335-X

### "Bob Howard - Laundry"-serien
Denna serien är "genreöverbryggande... kombinerar aspekter hos science fiction, Lovecraft-skräck och den klassiska brittiska spionthrillern."
- The Atrocity Archives (2004), ISBN 1-930846-25-8 (innehåller den Hugoprisvinnande kortromanen "The Concrete Jungle")
- The Jennifer Morgue (2006), ISBN 1-930846-44-4 (innehåller även den extra berättelsen "Pimpf")
- The Fuller Memorandum (2010), ISBN 0-441-01867-X
- The Apocalypse Codex (2012), ISBN 1937007464
- The Rhesus Chart (2014)
- The Annihilation Score (2015)

### Merchant Princes-serien
Denna serie är fantasy, med hopp mellan alternativa, moderna och för-industriella, Jordar. De första tre böckerna blev tillsammans nominerade och vann Sidewise Award for Alternate History 2007.
- The Family Trade (2004), ISBN 0-7653-0929-7
- The Hidden Family (2005), ISBN 0-7653-1347-2
- The Clan Corporate (2006), ISBN 0-7653-0930-0
- The Merchants' War (2007), ISBN 0-7653-1671-4
- The Revolution Business (2009), ISBN 0-7653-1672-2
- The Trade of Queens (2010), ISBN 0-7653-1673-0

### Samlingsvolymer
Science Fiction Book Club har publicerat samlingsutgåvor som kombinerar två böcker utan nytt material.
- Timelike Diplomacy (2004) innehåller Singularity Sky och Iron Sunrise
- On Her Majesty's Occult Service (2007) innehåller The Atrocity Archives och The Jennifer Morgue)

### Noveller
- The Boys, 1987
- In the Dream Time, 1988
- Generation Gap, 1989
- Yellow Snow, 1990
- Something Sweet, med Simon Ings, 1991
- Examination Night, 1992
- Ancient of Days, 1992
- Tolkowsky's Cut, med Simon Ings, 1993
- Red, Hot and Dark, 1993
- Monastery Of Death, 1993
- Ship of Fools, 1995
- Dechlorinating the Moderator, 1996
- Toast: A Con Report, 1998
- A Boy and His God, 1998
- Antibodies, 2000
- A Colder War, 2000 - "A Colder War" tillgänglig online på Infinity Plus
- Bear Trap, 2000
- Lobsters, 2001
- Troubadour, 2001
- Tourist, 2002
- Halo, 2002
- Router, 2002
- Jury Service, med Cory Doctorow, 2002
- Big Brother Iron, 2002
- Nightfall, 2003
- Curator, 2003
- Flowers from Alice, med Cory Doctorow, 2003
- Rogue Farm, 2003
- The Concrete Jungle, 2004
- Unwirer, med Cory Doctorow, 2004
- Elector, 2004
- Survivor, 2004
- Missile Gap, 2005
- Snowball's Chance, 2005
- Minutes of the Labour Party Conference, 2016, 2006
- Message in a Time Capsule, 2006
- Trunk and Disorderly, 2007